# Visa公司
公司（标识为；：V；維薩，维撒）是总部位于美国加利福尼亚州福斯特市的跨国金融服务公司。Visa国际组织通过Visa品牌的信用卡（Credit Card）和借记卡（Debit Card）促进全球的电子资金转账。VISA不会直接为消费者发行信用卡、延长信贷或设定费率和收费；相反，VISA为全球各地的金融机构提供Visa品牌的支付产品，并让它们向客户提供信用卡、借记卡、预付费和现金服务。2015年尼尔森报告称，Visa的全球网络（俗称「VisaNet」）处理金额突破6.8兆美元或1,000亿的交易数。
中國銀聯在2015年超過VISA，成爲全世界規模最大的信用卡与借记卡支付机构，而VISA则保有其在中國市場外的主導地位。
2015年11月3日，VISA斥資約212億歐元（233億美元）收購VISA Europe。

## VISA标志

第一代VISA标志：1992年7月1日至2000年
第二代VISA标志：1998年8月至2006年
第三代VISA标志：2005年至2015年5月
第四代VISA标志：2014年1月至2021年7月
第五代VISA標誌：2021年7月啟用至今
現今VISA验证标志：2015年起[註 1]

## VISA卡
VISA卡（舊譯「威士卡」或「維薩卡」）是一個信用卡及借记卡品牌，始發於1976年，前身為美國銀行所發行的。
在國際上，BankAmericard在稱為Visa之前也有其他一些名稱，BankAmericard的「藍-白-金」圖形也在這些卡上使用。在英國，它被稱作巴克莱卡，由巴克莱银行發行。在加拿大，一個包括道明加拿大信托银行，加拿大帝國商業銀行，加拿大皇家銀行和加拿大丰业银行在內的銀行聯盟發行名為Chargex的銀行卡。在法國，它被稱為藍卡（Carte Bleue）。

### 卡等
- VISA普通卡（Visa Classic）
- VISA金卡（Visa Gold）
- VISA白金卡（Visa Platinum）
- VISA御璽卡（Visa Signature）
- VISA無限卡（Visa Infinite）
- VISA無限殊榮卡（Visa Infinite Privilege）[註 2]

## EMV 3-D Secure
EMV 3-D Secure是由Visa与其他支付品牌合作开发的下一代网络安全协议，旨在保护电子商务交易的安全。其通过商户、发卡方和消费者之间的数据交换来验证交易的合法性。
现代支付安全体系通过整合多渠道支付接口与标准化交易协议，构建起多方协作的风险防控机制。在技术架构层面，该系统实现了商户端交易数据的实时同步与智能分析，结合发卡机构的多维度验证模型，有效识别异常交易行为。针对线上支付场景，采用动态安全协议对交易双方进行交叉验证，在保障账户安全性的同时维持支付流程的完整性。即使支付凭证存在外泄风险，该体系仍可通过端到端加密和生物特征核验等技术手段，为数字支付环境提供基础安全屏障。
值得一提的是，EMV 3-D Secure的功能是由多个公司企业提供的，已获得 Visa 认证的 EMV 3DS 解决方案提供商截至2025年4月18日，已达到 729个

## 公司历史
Visa始於1958年，美國銀行在美國推出了第一個消費者信用卡計劃 - BankAmericard，是第一種具有「循環信用」特徵的銀行卡。
1974年，Visa擴展海外市場，並在1975年推出扣帳卡。1976年，BankAmericard更名為Visa，這是在所有語言中發音都相同的名稱。
2007年，全球地區業務合併組成一家全球性公司Visa Inc.Visa，而 Visa Europe 仍保持會員制。
2008年，公司正式上市，為史上最大規模的IPO之一。
2021年2月3日，Visa宣布與First Boulevard建立合作夥伴關係，First Boulevard是一家專注於為黑人社區建立世代財富的新銀行。First Boulevard將率先試用Visa的新加密貨幣API套件，這將使他們的客戶能夠購買、出售、持有和交易由聯邦特許數位資產銀行Anchorage持有的數位資產。該試點將作為支持API功能的關鍵第一步，幫助其他Visa客戶訪問和集成加密貨幣。
2021年6月24日，Visa以18億歐元收購總部位於瑞典斯德哥爾摩的基於雲的提供基礎設施和數據產品的金融服務平台Tink AB。

## 非接触式付费
2007年9月，VISA国际组织推介了新的非接觸支付技術——「Visa Pay Wave」，其允許持卡人用VISA借记卡或信用卡在非接觸式支付終端前揮動，不需要物理刷卡或將卡插入一個銷售點設備付费。

## 发行地区
VISA國際組織本身並不發行VISA卡，而是由VISA國際組織的會員銀行發行。幾乎全球所有的商業銀行都發行VISA卡。如今摩根大通銀行是全球最大的VISA卡發行銀行。VISA目前在全球147个国家与地区发行。

| - 阿尔巴尼亚 - 阿尔及利亚 - 安道尔 - 安哥拉 - 安地卡及巴布達 - 阿根廷 - 亞美尼亞 - 阿鲁巴 - 奥地利 - 巴哈马 - 巴林 - 白俄羅斯 - 比利时 - 百慕大 - 玻利维亚 - 巴西 - 英屬維爾京群島 - 保加利亚 - 布吉納法索 - 柬埔寨 - 喀麦隆 - 加拿大 - 开曼群岛 - 智利 - 中国大陆 - 哥伦比亚 - 賽普勒斯 - 捷克 | - 丹麦 - 多米尼克 - 埃及 - 薩爾瓦多 - 爱沙尼亚 - 衣索比亞 - 法罗群岛 - 芬兰 - 法國 - 加彭 - 德国 - 直布罗陀 - 希腊 - 格陵兰 - 格瑞那達 - 海地 - 香港 - 匈牙利 - 冰島 - 印度 - 印度尼西亞 - 愛爾蘭 - 以色列 - 義大利 - 牙买加 - 日本 - 约旦 - 科索沃 - 科威特 - 拉脫維亞 | - 黎巴嫩 - 利比亞 - 列支敦斯登 - 立陶宛 - 盧森堡 - 北馬其頓 - 马来西亚 - 馬爾他 - 模里西斯 - 墨西哥 - 摩尔多瓦 - 摩納哥 - 蒙古国 - 蒙特內哥羅 - 摩洛哥 - 莫桑比克 - 緬甸 - 纳米比亚 - 荷蘭 - 新西兰 - 尼加拉瓜 - 奈及利亞 - 挪威 - 阿曼 - 巴基斯坦 - 巴勒斯坦 - 巴拿马 - 巴拉圭 - 秘魯 - 菲律賓 - 波蘭 - 葡萄牙 - 波多黎各 - 羅馬尼亞 - 卢旺达 - 圣卢西亚 - 圣马力诺 | - 沙烏地阿拉伯 - 塞内加尔 - 塞爾維亞 - 塞舌尔 - 新加坡 - 斯洛伐克 - 斯洛維尼亞 - 南非 - 西班牙 - 斯里蘭卡 - 圣基茨和尼维斯 - 荷屬聖馬丁 - 苏里南 - 瑞典 - 瑞士 - 臺灣 - 坦桑尼亚 - 泰國 - 多哥 - 千里達及托巴哥 - 突尼西亞 - 土耳其 - 美屬維爾京群島 - 乌干达 - 乌克兰 - 阿联酋 - 英国 - 美国 - 乌拉圭 - 梵蒂冈 - 委內瑞拉 - 越南 - 葉門 - 尚比亞 - 辛巴威 |

## Visa与银联矛盾
“双标卡”是中国大陆的银行为了解决中国境外的卡组织无法进行人民币清算，而银联在中国境外普及率不足而推出的产品。这种银行卡的卡面上会印有中国境外的卡组织与银联两个发卡机构标志。2010年，Visa要求在中国境外渠道结算卡号为4开头（Visa卡号）的双标卡时，必须使用Visa通道进行结算。其后，银联阻止包括Visa在内的境外卡组织结算人民币交易，亦即中国境內发行的Visa卡不得于中国境內进行交易，仅限包含中国境外及港澳地区消费使用。中国大陸境內的Visa刷卡机只可以结算境外发行的Visa卡。
2025年4月10日，中国银行、交通银行和招商银行发布公告，自2025年5月24-26日，将存量“银联-Visa”双标磁条卡升级为采用PBOC与EMV的双应用（支持境内外银联网络线上线下支付交易、境外Visa网络线上线下支付交易）且具备银联及Visa品牌接触式（插卡支付）和非接触式（拍卡支付）功能的双标芯片卡。
2025年4月11-18日，中国民生银行、中国建设银行、中国工商银行、中国农业银行、广发银行也陆续发布了“银联-Visa双标信用卡服务升级的公告”，公告升级时间为2025年5月29日-2025年6月9日。

## 奧林匹克贊助商
自從1988年冬奥會開始，VISA就一直作為奧運會各種收入和與奧運會相關的交易的電子支付方式，现为奥林匹克合作伙伴项目（Olympic Partner Programme，简称TOP）成员，是国际奥委会顶级赞助商。VISA目前與國際奧委會（IOC）所簽訂的Visa作為唯一支付卡的合約將持續到2032年。

## 國際足協世界盃
2007年，國際足協和VISA簽約，擔任2010年、2014年、2018年和2022年世界盃贊助。

## 對俄羅斯制裁
2022年3月5日，國際信用卡公司Visa和萬事達卡宣布暫停俄羅斯業務，因為「俄方無端入侵烏克蘭，我們也目睹了無法接受的情勢發展」。Visa表示「將在未來幾天切斷交易」，包括俄羅斯銀行發行的信用卡無法在國外使用，在俄羅斯商家與ATM也無法使用外國銀行所發行的信用卡。萬事達卡則稱，在國外發行的任何萬事達卡，未來都不能在俄羅斯使用。 

## 外部連結
- Visa Inc. （页面存档备份，存于）
- Visa公司的Facebook專頁
- Visa公司的X（前Twitter）
- YouTube上的Visa公司頻道